# Spermophaga ruficapilla
La estrilda piquigorda cabecirroja (Spermophaga ruficapilla) es una especie de ave paseriforme de la familia Estrildidae propia del África tropical.

## Distribución y hábitat
Se encuentra diseminada por Angola, Burundi, Kenia, República Centroafricana, República Democrática del Congo, Ruanda, Sudán del Sur, Tanzania y Uganda, en una extensión global de unos 560.000².